# Жужики
«Жужики» (англ. The ZhuZhus, ранее известный как Polly and the ZhuZhu Pets) — американо-канадский мультсериал основанный на американской игрушечной франшизе ZhuZhu Pets. В США был показан телеканалом Disney Channel 12 сентября 2016 года.

## Сюжет
«Жужики» о девочке по имени Фрэнки, с которой дружат четыре говорящих хомяка. Каждый из хомячков наделён характером: Пипсквик - красотка. Мистер Сквигглз - умник и всезнайка. Нум Нумс - смешная и активная. Чанк - любитель поесть. Каждый день, Фрэнки и хомячки попадают в различные приключения.

## Персонажи
- Фрэнки Памплемус (англ. Frankie Pamplemousse, первоначально названная Полли Памплемус) — 8-летняя девочка, главная героиня мультсериала. Очень любит своих говорящих хомячков и никогда не хочет, чтобы с ними что-то случилось. Живёт с мамой и папой.
- Пипсквик (англ. Pipsqueak) — желтый хомячок. Самая привлекательная среди всех хомячков. Милая. Хочет, чтоб ей все восхищались, особенно Фрэнки.
- Мистер Сквигглз (англ. Mr. Squiggles) — оранжевый хомячок. Самый умный среди всех хомячков и является лидером своих друзей. Знает обо всём на свете.
- Нум Нумс (англ. Num Nums) — фиолетовый хомячок. Лучшая подруга Пипсквик. Никогда не прочь потанцевать и повеселиться с друзьями.
- Чанк (англ. Chunk) — голубой хомячок. Обжора, любит вкусно поесть. Весёлый болтун, часто терпит неудачи, но на самом деле не любит сдаваться.

### Второстепенные персонажи
- Мэдж (англ. Madge) — 8-летняя девочка, немного похожая на Фрэнки. Она является соседкой Фрэнки Памплемус и её худшим врагом.

## Серии
| №   | Название                                                | Режиссёр     | Сценарист       | Показ в США                                  | Зрители США (в миллионах) |
| --- | ------------------------------------------------------- | ------------ | --------------- | -------------------------------------------- | ------------------------- |
| 1а  | «Улётная годовщина» «Happy Bounciversary»               | Майк Фэллоуз | Лори Эллиот     | 12 сентября 2016                             | 0.62                      |
| 1б  | «Пожалуйста, не брызгайся» «Say It Don't Spray It»      | Майк Фэллоуз | Лори Эллиот     | 12 сентября 2016                             | 0.62                      |
| 2а  | «Забег хомяков» «Home Run Hamsters»                     | Майк Фэллоуз | Хью Даффи       | 13 сентября 2016                             | Н/д                       |
| 2б  | «Еда от Уанка недалеко падает» «Chip off the Old Chunk» | Майк Фэллоуз | Майлз Смит      | 13 сентября 2016                             | Н/д                       |
| 3а  | «Уолтер и калитка» «Walter-Gate»                        | Майк Фэллоуз | Шон Кэлб        | 14 сентября 2016                             | 0.63                      |
| 3б  | «День уборщика» «Janitor Day»                           | Майк Фэллоуз | Терри Макгуррин | 14 сентября 2016                             | 0.63                      |
| 4а  | «Большая рыбка» «Goldfish Fingers»                      | Майк Фэллоуз | Ричард Кларк    | 15 сентября 2016                             | Н/д                       |
| 4б  | «Знаменитый скейтбордист» «Skate-lebrity»               | Майк Фэллоуз | Ричард Кларк    | 15 сентября 2016                             | Н/д                       |
| 5а  | «Ночёвка зомби» «Zombie Sleep Over»                     | Майк Фэллоуз | Майлз Смит      | 16 сентября 2016                             | 0.54                      |
| 5б  | «Безмашинная гонка» «The No-Kart Race»                  | Майк Фэллоуз | Скотт Альберт   | 16 сентября 2016                             | 0.54                      |
| 6а  | «Штурм кошачьего замка» «Storming the Cat Castle»       | Майк Фэллоуз | Скотт Альберт   | 7 октября 2016                               | 0.73                      |
| 6б  | «Ха-ха-хомяки» «Ha Ha Hamsters»                         | Майк Фэллоуз | Ричард Кларк    | 7 октября 2016                               | 0.73                      |
| 7а  | «Жужи-выживание» «Fur-Vivor»                            | Майк Фэллоуз | Эндрю Харрисон  | 21 октября 2016                              | 0.59                      |
| 7б  | «Жужи-герои» «Zhuper Girl»                              | Майк Фэллоуз | Майлз Смит      | 21 октября 2016                              | 0.59                      |
| 8а  | «На крыльях фантазии» «Wingin' It»                      | Майк Фэллоуз | Лори Эллиот     | 15 января 2017 (онлайн) 11 февраля 2017 (ТВ) | 1.23                      |
| 8б  | «Мой лучший жужи-друг» «Friendship Friend-zy»           | Майк Фэллоуз | Скотт Альберт   | 15 января 2017 (онлайн) 11 февраля 2017 (ТВ) | 1.23                      |
| 9а  | «Время мечты» «Dreams O'Clock»                          | Майк Фэллоуз | Эндрю Харрисон  | 21 января 2017                               | 1.16                      |
| 9б  | «Самый значимый значок» «Badge to the Bone»             | Майк Фэллоуз | Эвани Розен     | 21 января 2017                               | 1.16                      |
| 10а | «Лучшее домашнее задание в мире» «Full Groan»           | Майк Фэллоуз | Эвани Розен     | 22 января 2017                               | 1.10                      |
| 10б | «Яичные хлопоты» «The Shell Game»                       | Майк Фэллоуз | Лори Эллиот     | 22 января 2017                               | 1.10                      |
| 11а | «Радужные желания» «If Wishes Were Rainbows»            | Майк Фэллоуз | Майлз Смит      | 28 января 2017                               | 1.08                      |
| 11б | «Дежавю» «Deja Zhu»                                     | Майк Фэллоуз | Терри Макгуррин | 28 января 2017                               | 1.08                      |
| 12а | «Потрясающий танец» «A Total Bust a Move»               | Майк Фэллоуз | Эндрю Харрисон  | 29 января 2017                               | 1.06                      |
| 12б | «Отель для жужиков» «The Grand ZhuZhu Pets Hotel»       | Майк Фэллоуз | Эндрю Харрисон  | 29 января 2017                               | 1.06                      |
| 13а | «Н/д» «Zhu Years Eve»                                   | Майк Фэллоуз | Эндрю Харрисон  | 7 января 2017                                | 1.12                      |
| 13б | «Н/д» «Lookies for Cookies»                             | Майк Фэллоуз | Алекс Ганетакос | 7 января 2017                                | 1.12                      |
| 14а | «Заклинатели тыкв» «The Pumpkin Whisperers»             | Майк Фэллоуз | Ричард Кларк    | 4 февраля 2017                               | 1.07                      |
| 14б | «Супернапарники» «Zhuper Zhide Kicks»                   | Майк Фэллоуз | Майлз Смит      | 4 февраля 2017                               | 1.07                      |
| 15а | «Парни что не надо» «The Wrong Stuff»                   | Майк Фэллоуз | Ричард Кларк    | 5 февраля 2017                               | 1.13                      |
| 15б | «Паутина Чанка» «Chunklette's Web»                      | Майк Фэллоуз | Алекс Ганетакос | 5 февраля 2017                               | 1.13                      |
| 16а | «Н/д» «Story Book It»                                   | Н/д          | Н/д             | 17 июня 2017                                 | Н/д                       |
| 16б | «Н/д» «Hairible Mistake»                                | Н/д          | Н/д             | 17 июня 2017                                 | Н/д                       |
| 17а | «Н/д» «Weathering Heights»                              | Н/д          | Н/д             | 24 июня 2017                                 | Н/д                       |
| 17б | «Н/д» «Trashing of Zhuper Girl»                         | Н/д          | Н/д             | 24 июня 2017                                 | Н/д                       |

## Трансляция

### В мире
В России, серии вышли в эфир на Канале Disney 22 апреля 2017 года.